# Caligus acanthopagri
Caligus acanthopagri is een eenoogkreeftjessoort uit de familie van de Caligidae. De wetenschappelijke naam van de soort is voor het eerst geldig gepubliceerd in 1994 door Lin, Ho & Chen.